# MUSIC 03
『MUSIC 03』（ミュージック・ゼロスリー）は、チバテレで2006年10月から2008年9月まで放送されていたミュージック・ビデオ紹介番組。2005年1月2日の放送をもって休止となった『テレジオ』が事実上復活した番組である。
後番組は『MUSIC zzz』である（こちらは毎日放映で、同じく9月で終了した『The・座』との統合番組としている）。

## 放送時間
- 毎週月曜日 - 金曜日 18:30 - 18:55

## 概要
- 取り上げられるアーティストはほとんどがJ-POPで、洋楽はあまり取り上げられない。また、チバテレは『MU-GEN』（チバテレ制作・大阪収録）、『ENTERTAINMENT NEWS』を放送することもあってビーイング系アーティストがよく取り上げられる。
- 放送される曲のリストが番組公式サイトに掲載されており、それによって事前に知ることが出来る。

## 特別番組
- 2007年12月31日 13:00 - 17:00に、前半は「MUSIC 03 SELECTION」としてマドンナ、ヴァン・ヘイレンなどの洋楽のビデオクリップを取り上げ、後半はレッド・ツェッペリンのドキュメンタリー作品「ROCK LEGEND Led Zeppelin」を放送した。
- 2008年2月14日 19:00 - 21:00に、視聴者からのリクエスト番組「MUSIC 03 valentine's SP」として放送した。生放送となり、えちうらとLeadをゲストに迎えた。司会は酒井道代ほか。